# 토비아스 레그너
토비아스 레그너(Tobias Regner, 1982년 8월 5일 ~ )는 독일의 가수로, 독일은 슈퍼스타를 찾습니다 시즌 3의 우승자이다.